# Thabit ibn Qurra
Thabit ibn Qurra abu' l'Hasan ibn Marwan al-Sabi al'Harrani (836 (?) te Carrhae in Syrië (nu Harran in Turkije) – 18 februari 901 te Bagdad, Irak) was een Aramese astronoom en wiskundige. In het Latijn wordt hij ook Thebit genoemd.
Thabit, zoon van Qurra, was een aanhanger van de Sabiërs van Harran. Dezen waren buitengewoon geïnteresseerd in astronomie en wiskunde, alsmede de werken van alle bekende volkeren op dat gebied. Het is dus niet verwonderlijk dat Thabit in Bagdad ging studeren in het Huis der Wijsheid op uitnodiging van Mohammed ibn Musa ibn Shakir.
Thabit en zijn latere leerlingen leefden in een van de meest opwindende tijden uit de geschiedenis van de Arabische wetenschap. En niet alleen dat, hij woonde in Bagdad op het wetenschappelijke hoogtepunt van die stad. Levend op het kruispunt van de oude, Griekse wetenschap en wetenschap uit het oosten (zoals het huidige India) en met een kalief die de ontwikkeling van zijn interesses steunde, had Thabit toegang tot de rijkste verzameling kennis van over de hele bekende wereld en de beste onderzoeksmiddelen die er te krijgen waren. Bovendien sprak hij van huis uit Syrisch, toen nog een Oost-Aramees dialect van Edessa en sprak hij ook goed Grieks.
Gebruikmakend van die middelen verdiepte Thabit zich in wiskunde, astronomie, mechanica, medicijnen en filosofie. Hij vertaalde werken van Apollonius van Perga, Archimedes, Euclides en Ptolemeus uit het Grieks en herzag de vertaling van Euclides' Elementen van Hunayn ibn Ishaq, alsmede diens vertaling van de Almagest van Ptolemeus. Ook vertaalde hij de Geographie van Ptolomeus, een werk dat later zeer bekend werd. In zijn latere leven werkte hij voor de Abbasidische kalief al-Mu'tadid. Thabit werd een persoonlijk vriend en hoveling van de kalief.
Van Thabit's werken zijn er, in originele vorm, maar een paar over.
Volgens Copernicus bepaalde Thabit de lengte van het siderisch jaar op 365 dagen, 6 uur, 9 minuten en 12 seconden; hij zat er slechts 2 seconden naast. Ook publiceerde hij observaties van de zon. Aan de wiskunde voegde Thabit een methode toe om bevriende getallen te vinden. Samen met zijn kleinzoon bestudeerde Thabit de krommen die nodig zijn om zonnewijzers te bouwen.

## Trivia
- Op de maan is een krater naar hem genoemd: de Thebitkrater.

Zie ook: Oosterse filosofie · Antieke filosofie · Moderne filosofie · Postmoderne filosofie · Portaal filosofie
'Abd al-Hamīd ibn Turk · 
Abd-al-Rahman Al Sufi · 
Abū al-Hasan ibn Alī al-Qalasādī · 
Abū Ishāq Ibrāhīm al-Zarqālī · 
Abū Kāmil Shujā ibn Aslam · 
Abu'l-Hasan al-Uqlidisi · 
Abul Wafa · 
Ahmed ibn Yusuf · 
Al-Biruni · 
Al-Chwarizmi · 
Al-Hajjāj ibn Yūsuf ibn Matar · 
Alhazen · 
Al-Jayyani · 
Al-Karaji · 
Al-Khazini · 
Al-Kindi · 
Al-Mahani · 
Al-Majrati · 
Al-Sijzi · 
Hunayn ibn Ishaq · 
Ibn al-Banna · 
Ibn Sahl · 
Ibn Tahir al-Baghdadi · 
Ibn Yahyā al-Maghribī al-Samaw'al · 
Ibrahim al-Fazari · 
Ibrahim ibn Sinan · 
Jabir ibn Aflah · 
Kushyar ibn Labban · 
Mohammed al-Fazari · 
Mohammed ibn Jābir al-Harrānī al-Battānī · 
Nasir al-Din al-Toesi · 
Sinan ibn Thabit · 
Thabit ibn Qurra · 
Ulug Bey · 
Yusuf al-Mu'taman ibn Hud
- Bibsys: 90599284
- Bibliothèque nationale de France: cb120669327 (data)
- Gemeinsame Normdatei: 118801724
- International Standard Name Identifier: 0000 0001 1797 8679
- Library of Congress Control Number: n84218095
- Nationale Bibliotheek van Israël: 987007268697805171
- Nederlandse Thesaurus van Auteursnamen: 073906808
- Istituto Centrale per il Catalogo Unico: IEIV035563
- Système universitaire de documentation: 028936965
- TDVİA: sabit-b-kurre
- Virtual International Authority File: 55563658
- WorldCat: E39PBJxCBcpfvbf4R3rfxqfrMP